# 北京工业大学体育馆
39°52′21″N 116°29′02″E / 39.872473°N 116.483901°E
北京工業大學體育館位於北京工業大學校园內。该馆同時又稱為2008年北京奧運會羽毛球和藝術體操比賽場館，是為2008年北京奧運而建的比賽運動場，羽毛球專項及體操中的藝術體操小項於此地進行。
在2005年6月30日開工的北京工業大學體育館總建築面積為3萬平方米，可以容納7500名觀眾。體育館在同年時曾作出對外投票選出最佳築設計方案的徵集活動，當中最佳方案為編號B01、由華南理工大學建築設計研究院設計的獲勝，擊敗其餘分別由中國建築設計研究院設計的B11方案和由荷蘭KCAP都市規劃及建築設計事務所與奧雅納工程顧問香港有限公司設計的B08方案，成為了體育館的最終藍圖。2007年10月8日，體育館正式完工，並在10月10日和12月5日舉行好運北京的測試賽。